# オウンゴール (プロレス)
オウンゴールは、シアタープロレス花鳥風月のユニット。

## 概要
服部健太と三尾祥久によるアイドルタッグチーム「ハットトリック」のライバルとして神楽とスペースレッドの2名で結成。チーム名の由来は「ハットトリック」とは対極的な「自殺点」を意味するサッカー用語から。なお、オリジナルメンバーである2人はともに暗黒プロレス組織666所属選手である。
ヒール軍団というポジションでありながら、90年代の全日本プロレスにおけるファミリー軍団VS悪役商会のような笑いのキャッチボールも名物。リングアナからは「プロレス界の三悪人」とも称された。
「ハットトリック」の入場曲、光GENJIの「STAR LIGHT」に難癖をつけており、2015年5月、元光GENJI・山本淳一が花鳥風月に登場すると一方的にライバル視。2016年4月16日・東京タワースタジオ大会にて山本淳一と初対決した。

## 略歴
- 2015年2月15日、シアタープロレス東京花鳥風月 vol.26「アンシャンレジームからの脱却」で結成。ハットトリックと激突[2]。翌大会も同じカードで試合が行われる。
- 2015年11月3日、「発展型オウンゴール」としてウルフ・スター☆、黒い篠宮が加入[3]。
- 2016年3月5日、「マスクズオウンゴール」として菊タローが加入[4]。
- 6月5日大会でブラックタイガー（5代目）が合流して「黒いオウンゴール」を結成。勝村周一朗の応援に来たタレントの鈴木早智子を引き抜く[5]。また、ハットトリック側が呼び込んだ朱雀と迎撃するため、ストレガーが初参戦[5]。
- 7月17日、広島大会でブラックタイガーを中心とした「広島オウンゴール」結成。

## メンバー
- 神楽（結成 - ）
- スペースレッド（結成 - ）
- ウルフ・スター☆（2015年11月3日 - ）
- 黒い篠宮（2015年11月3日 - ）
- 菊タロー（2016年3月5日 - ）
- ブラックタイガー（5代目）（2016年6月5日 - ）[5]
- 鈴木早智子（2016年6月5日 - ）[5]
- ストレガー（2016年6月5日 - ）[5]
- リアルブラックタイガーマスク（2016年7月17日、広島オウンゴール）[6]
- デビルマジシャン（2016年7月17日、広島オウンゴール）[6]

## 元メンバー
- 松本崇寿（2015年8月30日）
- ウルトラマンロビン（2015年9月27日）

## 入場曲
- 「硝子の少年」（KinKi Kids）[7]

ライバルチームの「ハットトリック」が光GENJIの「STAR LIGHT」で入場することから使用。
- 「金太の大冒険」（つボイノリオ）

2015年の北千住大会で使用。「なんだ、この曲の差は！」とハットトリック側の陰謀で使用されたと主張。
- 『愛が止まらない ～Turn It Into Love～』（Wink）[5][8]